# 櫛玉命神社
櫛玉命神社（くしたまのみことじんじゃ）は、奈良県高市郡明日香村に鎮座する神社である。式内大社で、旧社格は村社。

## 祭神
以下の四柱を祀る。
- 櫛玉彦命
- 櫛玉姫命
- 天明玉命(櫛明玉命)
- 豊玉命

## 歴史

### 概史
創建年代は不詳だが、一説によると、仲哀天皇の御代に櫛玉彦命（櫛玉命）の後裔に当る荒木命に、祖先の勲功によって巨勢の地三十代を賜り、祖先を祀ったものを創祀であるとする。玉造神社と呼ばれたこともあったが、江戸時代初期頃から八幡宮と称され、祭神も八幡大神に変えられていたが、明治23年（1890年）12月25日に社号・祭神を古に復した。
大和志料に、五郡神社記より「櫛玉彦・櫛玉姫の二神をも矢田坐久志玉比古神社二座より勧請し(大同３年)」と記されているので、祭神は、饒速日命であることが考えられるが、同じく五郡神社記を引用した高市郡神社誌や奈良県史によると、祭神の櫛玉彦命は、高皇産霊命の子で天明玉命の父である旨が記されていて、矢田坐久志玉比古神社からの勧請についても記されていない。伊勢津彦神である可能性も無いとは言えない。但し、五郡神社記には「巨勢郷に矢田羽田両村在り」「矢田間神社と羽田間神社の２座」「遠祖櫛玉彦櫛玉姫の二神をも矢田坐久志玉比古神社より勧請し之を矢田間社と称し」と記されており饒速日命と御炊屋姫、天明玉命、豊玉命を祀っている可能性が明らかに高い。矢田坐久志玉比古神社が、高皇産霊命の子である天太玉命を祀っていた時期があったのでややこしくなった可能性もある。
櫛玉姫命は、櫛玉彦命の妃と考えられる。なお、廣瀬大社に祀られている櫛玉命は、饒速日命である。

### 神階
- 天安3年（859年）1月27日、従五位下から従五位上（『日本三代実録』）- 表記は「櫛玉命神」

## 境内社
- 若宮(祭神:天押雲命) ⇒ 社殿が無い
- 八阪神社(祭神:牛頭天皇) ⇒ 社殿が無い

## 交通アクセス
- 近鉄吉野線飛鳥駅から南へ徒歩10分。